# 御前沙汰
御前沙汰（ごぜんさた）とは、室町幕府において将軍が主宰・臨席した非公式な評定のこと。後に評定衆・引付衆による評定に代わって公的な決定もここにおいて行われるようになった。雑訴を扱ったことから雑訴沙汰（ざっそさた）ともいう。
観応の擾乱によって幕府官僚の分裂・離反が生じた事から、2代将軍足利義詮が崩壊した評定衆・引付衆に代わる合議体として恩賞方にて開いたのが起源とされている。3代将軍足利義満の時代には幕府組織の再編が進み一時御前沙汰は行われなくなるが、出家していた元管領細川頼之を幕府に呼び戻す際に、幕府役職になかった頼之を幕府の政策決定に関与させるために正式な評定ではなく、出席者の人選に決まりが無く主宰者である将軍の意向が反映しやすい非公式な評定である御前沙汰の形式で評定を行って幕府の政策に関する重要決定を行った。更に頼之の没後、義満は息子義持に将軍職を譲って自らは出家するが、幕府の実権を握り続け、表面上引退しているために自らは召集できない公式な評定に代わって自ら主宰する御前沙汰を開いて幕府の政策決定を行い、将軍義持はこれに従う存在となった。
6代将軍足利義教は、管領などに対抗して将軍の権威を高めるために、将軍が主宰・臨席する御前沙汰の権威強化に乗り出し、雑訴のみならず所務も御前沙汰の評定対象として加え、実務を担当する右筆・奉行人の中から御前沙汰衆を選んで御前沙汰への参加資格を与えた。これによって、御前沙汰は最終決裁者である将軍とその直臣官僚とも言える御前沙汰衆を中心とする室町幕府における事実上の最高評議機関となった。ただし、管領も自らの被官が務める賦奉行とともに御前沙汰に参加して訴状の受付や将軍への裁許手続に関与している。
だが、応仁の乱以後には将軍の臨席は減少し、管領も非常設化したことで御前沙汰に参加することがなくなった。11代将軍足利義澄の頃には将軍主宰とされながら実際には将軍が臨席する事は無く、側近である内談衆が決定事項を将軍に取り次いで裁可を得る仕組みとなった。